# Zlatko Rendulić
Zlatko Rendulić (Jastrebarsko, 29. rujna 1920. – Beograd, 24. travnja 2021.), bio je jugoslavenski vojni pilot, inženjer, doktor tehničkih znanosti i general-pukovnik zrakoplovstva. 

## Životopis
Već s 14 godina je završio tečaj jedrenja u Vršcu, a 1940. godine upisao je i završio pilotsku školu Jugoslavenskog kraljevskog zrakoplovstva. Sudjelovao je u Travanjskom ratu, a nakon kapitulacije živio je i radio u Zagrebu do 1943. godine, kada je otišao u partizane. Godine 1944. postao je član KPJ. Nakon odlaska u partizane, poslan je u Italiju u školu za obuku RAF-a za pilota lovca Spitfire. Kad je postignut dogovor sa SSSR-om, poslan je u Grozni sa skupinom pilota na školovanje za pilota jurišnih bombardera Il 2.
Poslije rata bio je načelnik Zrakoplovno tehničkog instituta u Žarkovu kod Beograda, načelnik uprave Ratnog zrakoplovstva i zračne obrane te u Generalštabu JNA. Radio je kao inženjer i pokusni pilot. Bio je odgovoran za projekte zrakoplova G-2 Galeb, J-21 Jastreb i J-20 Kraguj. Potom je imenovan u KRV i PVO na mjesto načelnika zrakoplovno-tehničke službe, a od 1972. premješten je u Glavni stožer JNA.
Diplomirao je na sovjetskoj Vojno-zrakoplovnoj inženjerkoj akademiji Žukovski, magistrirao (1954.) na Sveučilištu Cornell i Sveučilištu u Michiganu te doktorirao (1964.) na Strojarskom fakultetu u Beogradu. Kao redovni predavač radio je u Centru za strateške studije Generalštaba JNA. Aktivno je letio od 1943. do odlaska u mirovinu 1980. godine. Od odlaska u mirovinu bavio se pisanjem knjiga i letačkih udžbenika aerodinamike i mehanike leta. Objavio je više od 20 knjiga iz područja zrakoplovnog inženjerstva i ispitivanja zrakoplova, a njegovi udžbenici iz aerodinamike i teorije leta i dalje su među najboljim radovima na tom polju. U Ljubljani je na fakultetu honorarno predavao aerodinamiku.
Bio je član Međunarodne astronautske akademije.